# Алодия и Нунила
Алодия и Нунила  (исп.  Santa Alodia, Santa Nunilo, род. около 840 г., Адауэска, Испания — 22 ноября 842 или 851, Алькесар, Испания) — святые Римско-Католической церкви, кордовские мученицы.

## Биография
Алодия и её сестра близнец Нунила родились в городе Адауэска, Испания в смешанной христианско-мусульманской семье во время правления кордовского эмира Абд ар-Рахмана II. Её отец был мусульманином. Согласно мусульманскому праву дети должны были наследовать веру отца. Сёстры отказались это сделать, открыто исповедовав христианство, за что были обезглавлены 21 октября 842 или 851 года.
Более ранняя дата казни святых основана на свидетельстве епископа Кордовы святого Евлогия, посетившего в 848 году Памплону и видевшего здесь монастырь, восстановленный местным королём Иньиго Аристой, в котором находились мощи святых Алодии и Нунилы. С 860 года мощи святых Алодии и Нунилы хранятся в монастыре, находящемся в городе Уэскар. В 1672 году часть мощей была перенесена в монастырь в городе Пуэбла-де-Дон-Фадрике (с 1672 года).
День памяти в Католической церкви — 22 октября.